# О’Брайен, Уильям Смит
Уильям Смит О’Брайен (также иногда Вильям Смит О’Бриен; англ. William Smith O'Brien; 17 октября 1803 — 18 июня 1864) — британский ирландский политик, депутат, революционер, ирландский националист, лидер движения «Молодая Ирландия».
Родился рядом с деревней Ньюмаркет-он-Фергус, был вторым сыном богатого аристократа, баронета Эдварда О’Брайена; фамилию Смит взял себе дополнительно от матери. Образование получил в Хэрроу и в Тринити-колледже в Кембридже. Приходился потомком древним ирландским королям, чем весьма гордился. Принадлежал к Консервативной партии и был избран в Палату общин в молодом возрасте: с 1828 по 1831 год был депутатом от Энниса, в 1835 году избрался от Лимерика, сохранив место до 1848 года. Хотя и протестант по религии, он отстаивал в 1828 году эмансипацию католиков и в первые годы был последователем О’Коннела, вместе с ним стремясь к расторжению унии между Англией и Ирландией, вместе с ним поддерживая либеральные министерства, отстаивая правительственные субсидии школам, свободу торговли и так далее. Спустя три года, однако, между ними начались разногласия: О’Коннел был умеренным и осторожным политиком, тогда как О’Брайен не верил в успех парламентской борьбы и возлагал надежды на революционные меры, хотя в этом отношении не шёл так далеко, как Дёффи и Митчел. В итоге в 1846 году он вывел своих сторонников из союза с О’Коннелом.
Ораторский талант О’Брайена был невелик, однако был талантливым организатором и благодаря порядочности, патриотизму, не лишенному романтически-аристократической окраски, преданности делу и несмотря на большое тщеславие и властолюбие умел оказывать на окружающих значительное влияние. В январе 1847 года основал Ирландскую конфедерацию. Болезнь картофеля и вызванный ей массовый голод способствовали успеху революционной пропаганды, а февральская революция во Франции окрылила ирландских революционеров. О’Брайен во главе депутации поспешил в Париж просить помощи у временного правительства, но Ламартин, уверив его в своей симпатии делу ирландского освобождения, отказал в активном содействии. Тем не менее О’Брайен посчитал, что настало время сбросить английское иго, и во главе «Молодой Ирландии» занялся в марте 1848 года подготовкой вооруженного восстания. В июле 1848 года ему удалось собрать и вооружить в Баллингарри отряд фермеров, но он разбежался при приближении войск. Ещё ранее этого, в мае 1848 года, О’Брайен судился в Дублине по обвинению в государственной измене за созыв 15 мая запрещённого митинга, но был оправдан.
29 июля же его судили вновь и приговорили к смертной казни через повешение, потрошение и четвертование, которая ему и его соратникам 5 июня 1849 года была заменена пожизненной ссылкой на Тасманию, после того как ходатайство о его помиловании подписали 70 тысяч человек в Ирландии и 10 тысяч в Англии. На Тасмании предпринял неудачную попытку побега. В 1854 году, после пяти лет ссылки на Тасмании, ему разрешили покинуть остров с условием пожизненного изгнания из Ирландии. О’Брайен поселился в Брюсселе, а через 2 года, в мае 1856 года, получил право вернуться на родину, что и сделал в июле того же года, после возвращения до конца жизни отойдя от всех политических движений. В 1856 году он напечатал двухтомную книгу «Principles of government, or meditations in Exile», изданную в Лондоне. В Дублине в 1870 году ему была установлена статуя.